# Instow

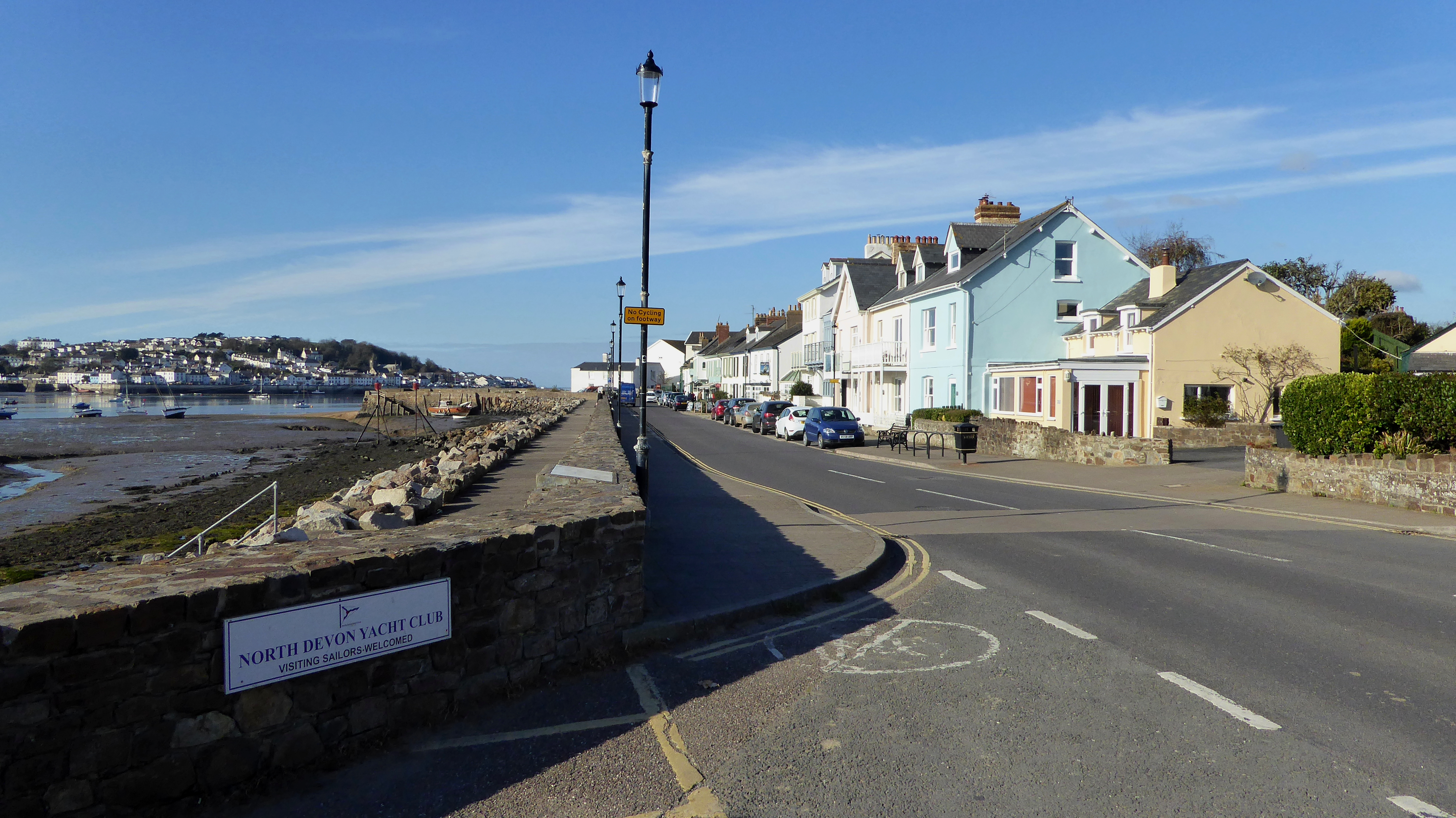
Instow: edifici sul lungomare

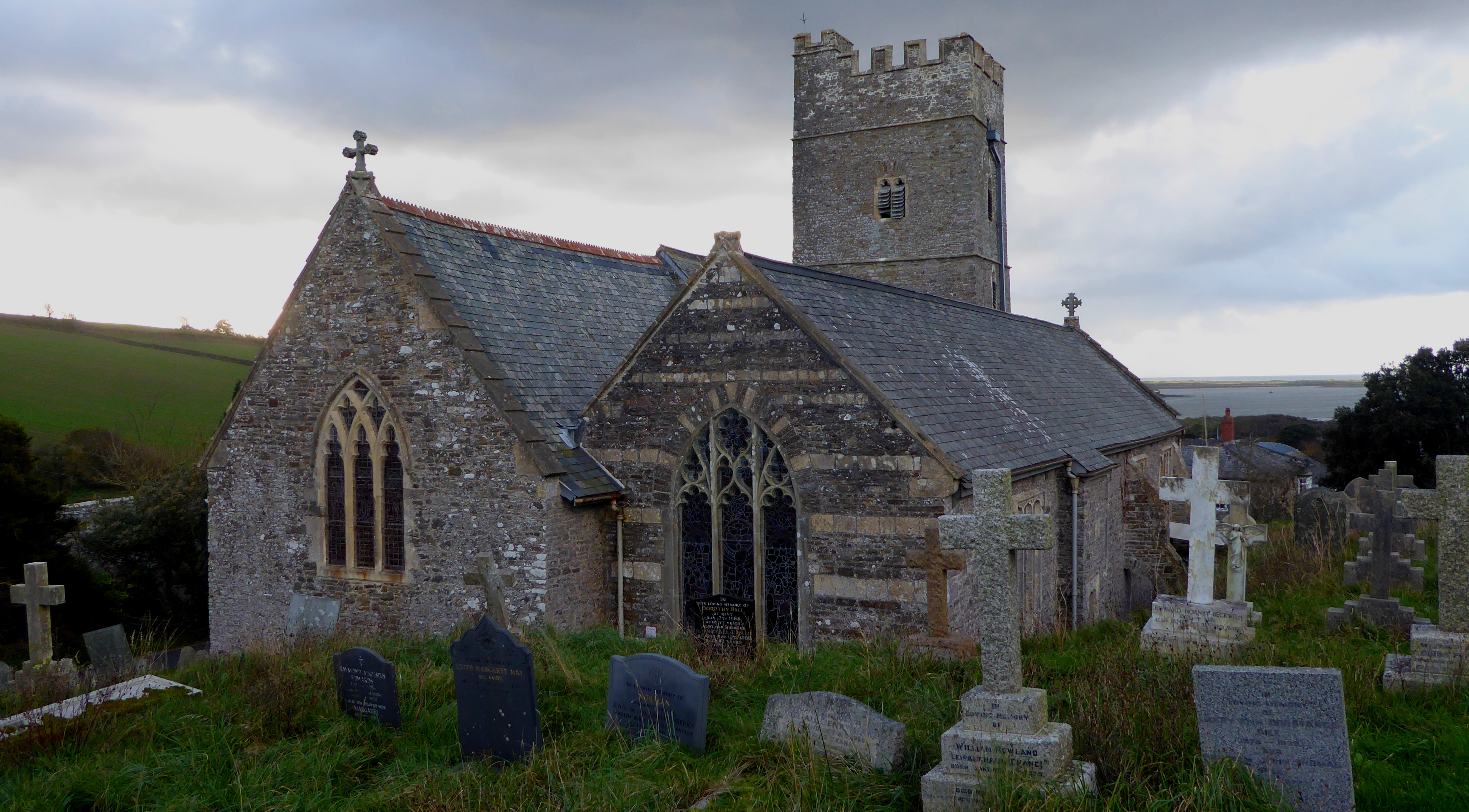
Instow: la chiesa di San Giovanni Battista

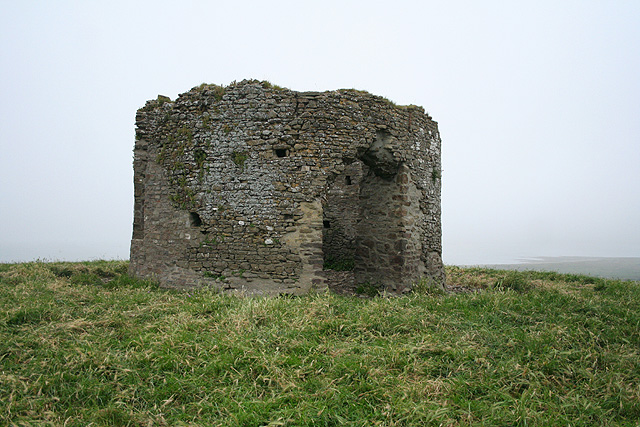
Instow: i resti dell'antico mulino a vento

Instow è una località balneare dell'Inghilterra sud-occidentale, facente parte della contea del Devon e del distretto de North Devon e situata lungo la confluenza tra il fiume Taw e l'estuario del fiume Torridge  (che si getta sul canale di Bristol). La parrocchia civile di Instow conta una popolazione di circa 600-700 abitanti.

## Geografia fisica
Instow si trova tra le località di Bideford e Fremington (rispettivamente a nord della prima e a sud/sud-ovest della seconda), a pochi chilometri a sud-ovest di Yelland e a pochi chilometri a nord delle località di Westleigh e Tapeley.
L'intera parrocchia civile occupa un'area di 5,930 km².

## Storia
Nel 1639, fu attivo per la prima volta a Instow un servizio di traghetto che collegava la località a Braunton.
Nel corso della seconda guerra mondiale, si esercitarono nella base RM Instow alcune truppe in procinto di sbarcare in Normandia nell'ambito dell'operazione Overlord.

## Monumenti e luoghi d'interesse

### Architetture religiose

#### Chiesa di San Giovanni Battista
Principale edificio religioso di Instow è la chiesa di San Giovanni Battista, un  edificio classificato di primo grado e risalente alla fine del XIII o agli inizi del XIV secolo, con aggiunte risalenti al 1547. 

### Architetture civili
L'architettura di Instow si caratterizza per la presenza di edifici in stile Regency.

#### Mulino a vento
A Instow si trovano poi i resti di un mulino a vento risalente forse al XVII secolo.

### Aree naturali
- Riserva naturale di Isley Marsh[4][12]
- Spiaggia di Instow[2]

## Società

### Evoluzione demografica
Nel 2020, la popolazione della parrocchia civile di Instow era stimata in 618 unità, in maggioranza (335) di sesso femminile.
La popolazione al di sotto dei 18 anni era stimata in 49 unità (di cui 28 erano i bambini al di sotto dei 10 anni), mentre la popolazione dai 65 anni in su era stimata in 279 unità (di cui 61 erano le persone dagli 80 anni in su).
La parrocchia civile di Instow ha conosciuto un decremento demografico rispetto al 2011, quando la popolazione censita era pari a 706 unità, e al 2001, quando la popolazione censita era pari a 786 unità).   Dei 706 abitanti del 2011, 669 erano nativi del Regno Unito, 19 dell'Unione Europea (di cui 5 della Repubblica d'Irlanda) e 18 di altri Paesi extra-UE.

## Amministrazione

### Gemellaggi
Arromanches-les-Bains

## Infrastrutture e trasporti
A Instow è attivo un servizio di traghetto che collega la località ad Appledore.
La vecchia stazione ferroviaria ospita invece il North Devon Yacht Club.